# Соул Мълиша
„Соул Мълиша“ (до 2002 г. – 2XL) е естонска хип-хоп група.
В световен мащаб е най-забележителена със спечелването на Евровизия 2001 в Копенхаген, Дания, като беквокалисти на Танел Падар и Дейв Бентън, с песента Everybody със 198 точки. Групата се състои от Лаури Пилап (Лоури), Сергей Моргун (Семи) и Кайдо Пьолдма (Крейг). Четвъртият член на момчешката група, Индрек Соом (Инсе), напуска групата през 2004 г. 2XL е основана от Сергей and Индрек през 1997 г.